# LaGrange (Georgia)
LaGrange ist eine Stadt und zudem der County Seat des Troup County im US-Bundesstaat Georgia. Das U.S. Census Bureau ermittelte bei der Volkszählung 2020 eine Einwohnerzahl von 30.858.

## Geographie
LaGrange liegt ganz im Westen des Bundesstaates und etwa 90 km südwestlich von Atlanta. Das Stadtgebiet erstreckt sich im Norden bis an den Chattahoochee River, der hier künstlich zum West Point Lake aufgestaut wird.

## Geschichte
LaGrange wurde im Dezember 1828 zur Stadt ernannt. Im Mai 1854 eröffnete die Atlanta & West Point Railroad eine Bahnstrecke von Atlanta über LaGrange nach West Point. Im Januar 1891 wurde durch die Macon & Birmingham Railroad eine Bahnstrecke von Macon nach LaGrange fertig gestellt und die Atlanta, Birmingham & Atlantic Railroad erreichte LaGrange im Januar 1907.

## Demographische Daten
Laut der Volkszählung von 2010 verteilten sich die damaligen 29.588 Einwohner auf 11.243 bewohnte Haushalte, was einen Schnitt von 2,52 Personen pro Haushalt ergibt. Insgesamt bestehen 12.846 Haushalte. 
64,6 % der Haushalte waren Familienhaushalte (bestehend aus verheirateten Paaren mit oder ohne Nachkommen bzw. einem Elternteil mit Nachkomme) mit einer durchschnittlichen Größe von 3,13 Personen. In 37,7 % aller Haushalte lebten Kinder unter 18 Jahren sowie in 24,1 % aller Haushalte Personen mit mindestens 65 Jahren.
31,1 % der Bevölkerung waren jünger als 20 Jahre, 27,6 % waren 20 bis 39 Jahre alt, 24,1 % waren 40 bis 59 Jahre alt und 17,3 % waren mindestens 60 Jahre alt. Das mittlere Alter betrug 33 Jahre. 46,2 % der Bevölkerung waren männlich und 53,8 % weiblich.
44,5 % der Bevölkerung bezeichneten sich als Weiße, 48,0 % als Afroamerikaner, 0,2 % als Indianer und 2,5 % als Asian Americans. 2,9 % gaben die Angehörigkeit zu einer anderen Ethnie und 1,8 % zu mehreren Ethnien an. 4,7 % der Bevölkerung bestand aus Hispanics oder Latinos.
Das durchschnittliche Jahreseinkommen pro Haushalt lag bei 33.501 USD, dabei lebten 29,4 % der Bevölkerung unter der Armutsgrenze.

## Städtepartnerschaften
LaGrange hat Städtepartnerschaften mit
- – Craigavon, Vereinigtes Königreich
- – Poti, Georgien
- – Aso, Japan

## Sehenswürdigkeiten

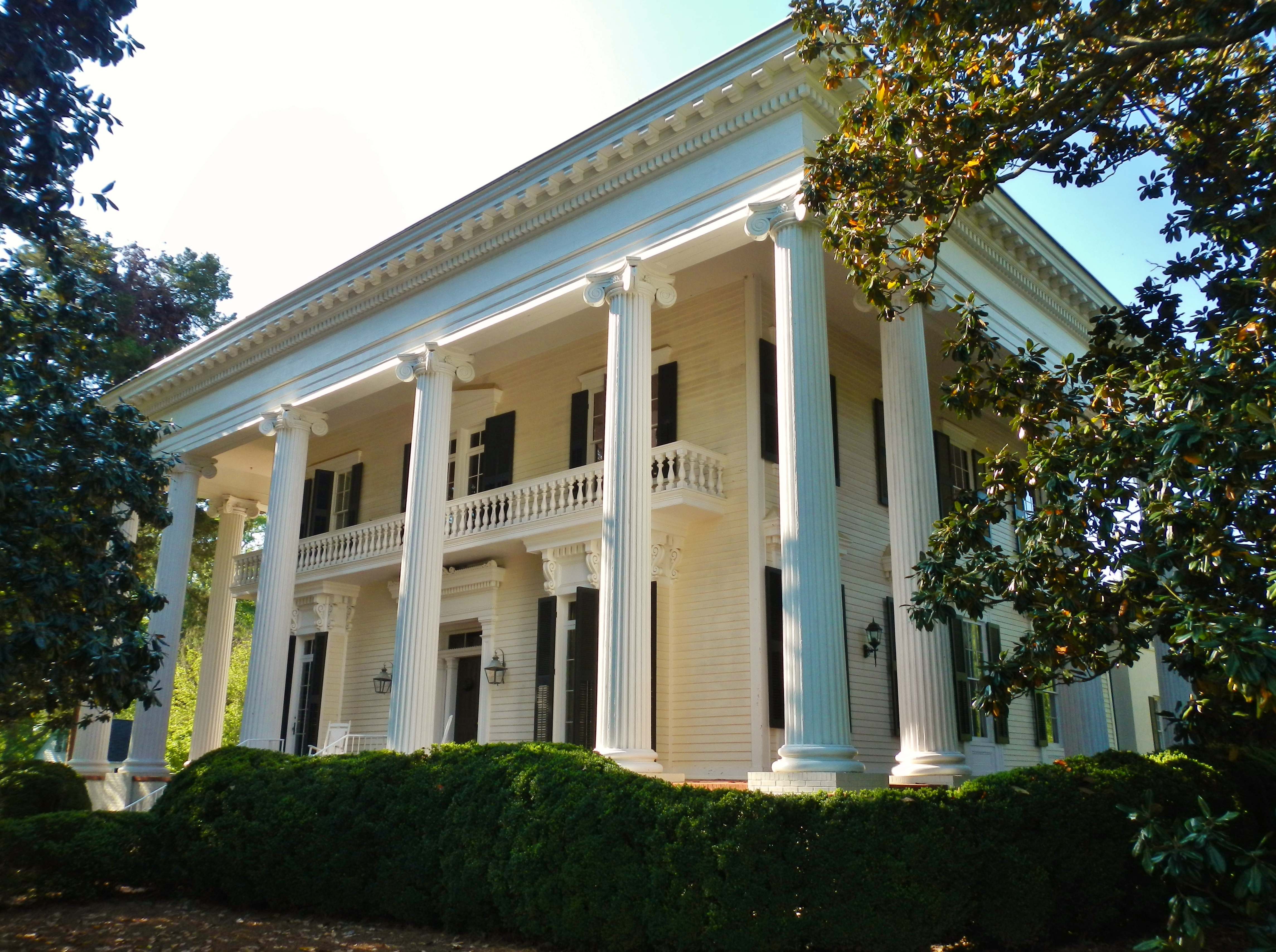
Bellevue, Wohnsitz von Benjamin Harvey Hill

Folgende Objekte sind im National Register of Historic Places gelistet:
| - Bellevue - Broad Street Historic District - College Home/Smith Hall - Fannin-Trutti-Handley Place - Ferrell-Holder House - Heard-Dallis House - Jarrell, H. Frank, House - Jones, R.M., General Store - Kidd-Robertson House - Lagrange Commercial Historic District | - Liberty Hill - McFarland-Render House - Nutwood - Potts Brothers Store - Reid-Glanton House - Reid-Glanton House (Boundary Decrease) - Rutledge House - Strickland House - Troup County Courthouse, Annex, and Jail - Vernon Road Historic District |

## Wirtschaft
Der Automobilhersteller Kia Motors Manufacturing Georgia hat seinen Unternehmenssitz in LaGrange.

## Verkehr
LaGrange wird von den Interstates 85 und 185, von den U.S. Highways 27 und 29 sowie von den Georgia State Routes 109 und 219 durchquert. Der örtliche Flugplatz LaGrange Callaway Airport grenzt im Südwesten direkt an das Stadtgebiet. Der nächste internationale Flughafen ist der Flughafen Columbus (rund 60 km südlich).

## Kriminalität
Die Kriminalitätsrate lag im Jahr 2010 mit 425 Punkten (US-Durchschnitt: 266 Punkte) im durchschnittlichen Bereich. Es gab sechs Vergewaltigungen, 60 Raubüberfälle, 66 Körperverletzungen, 376 Einbrüche, 1234 Diebstähle und 76 Autodiebstähle.

## Söhne und Töchter der Stadt
- James M. Griggs (1861–1910), Politiker
- Ulrich Bonnell Phillips (1877–1934), Historiker
- Howard H. Callaway (1927–2014), Geschäftsmann und Politiker
- Bubba Sparxxx (* 1977), Rapper
- Brian West (* 1978), Fußballspieler
- Elijah Kelley (* 1986), Schauspieler, Sänger und Tänzer
- Wesley Woodyard (* 1986), American-Football-Spieler